# スパット・スタタム
スパット・スタタム（Suphat Sutatum、1915年7月11日 - 没年不詳）は、タイ王国の政治家、タイ王国元財務大臣。

## 人物・経歴
1915年7月11日、タイのバンコクで生まれる。1930年に、ワット・ボピトルピムク・スクール（Wat Bopitrpimuk school）で中等教育を修了。
1934年にタイ会計検査院で研修生としてキャリアをスタートさせ、1935年に2級事務官に任じられた。
その後来日し、立教大学で学び、1941年には商学修士号を取得。また、バンク・オブ・アメリカの監査役として研修を受けた。
1948年、タイ監査委員会委員、1975年、監査委員会事務局長、1972-75年、監査委員会委員長、1974年、汚職・腐敗行為防止局委員など、タイの国家財務の要職を歴任。
1976年10月22日に、タニン・クライヴィシエン（Tanin Kraivixien）首相の政権下で財務大臣に任命され、1977年11月12日には再びクリアンサック・チョマナン（Kriangsak Chomanan）首相の政権下で財務大臣に任命され、1979年5月24日まで大臣を務めた。
1977年6月10日には、立教大学名誉博士号が授与された。
妻のナン・マリー・スタタム（Nang Malee Sutatum）の間に3人の息子と1人の娘がいる。